# Нови ди Модена
Но̀ви ди Мо̀дена (на италиански: Novi di Modena, на местен диалект Nòv, Нов) е град и община в северна Италия, провинция Модена, регион Емилия-Романя. Разположен е на 21 m надморска височина. Населението на общината е 10 561 души (към 2012 г.).
През пролетта 2012 г. много сгради са повредени от силни земетресения.